# Koshlong Lake
Koshlong Lake är en sjö i Kanada.   Den ligger i countyt Haliburton County och provinsen Ontario, i den sydöstra delen av landet, 220 km väster om huvudstaden Ottawa. Koshlong Lake ligger 346 meter över havet. Arean är 3,9 kvadratkilometer. Den sträcker sig 3,4 kilometer i nord-sydlig riktning, och 5,0 kilometer i öst-västlig riktning.
I omgivningarna runt Koshlong Lake växer i huvudsak blandskog. Runt Koshlong Lake är det mycket glesbefolkat, med 2 invånare per kvadratkilometer.